# Xanthophenax
Xanthophenax är ett släkte av steklar. Xanthophenax ingår i familjen brokparasitsteklar.

## Dottertaxa tillXanthophenax, i alfabetisk ordning[1]
- Xanthophenax aberrator
- Xanthophenax alluaudi
- Xanthophenax annulicornis
- Xanthophenax antennatus
- Xanthophenax antinorii
- Xanthophenax apicalis
- Xanthophenax bredoi
- Xanthophenax cancanensis
- Xanthophenax concolor
- Xanthophenax defector
- Xanthophenax depressor
- Xanthophenax dissimulator
- Xanthophenax diversipes
- Xanthophenax dorsiger
- Xanthophenax elongatulus
- Xanthophenax fraudator
- Xanthophenax infumatus
- Xanthophenax jeanneli
- Xanthophenax liberator
- Xanthophenax maynei
- Xanthophenax microspilus
- Xanthophenax pacificator
- Xanthophenax pectoralis
- Xanthophenax pimploides
- Xanthophenax productus
- Xanthophenax pseudoptera
- Xanthophenax pulchripennis
- Xanthophenax pusillus
- Xanthophenax pygmaeus
- Xanthophenax reductor
- Xanthophenax roborator
- Xanthophenax ruber
- Xanthophenax rubrithorax
- Xanthophenax ruficollis
- Xanthophenax rufus
- Xanthophenax shawi
- Xanthophenax terebratus
- Xanthophenax tuberatus
- Xanthophenax umbraticulus
- Xanthophenax verticalis
- Xanthophenax violaceus
- Xanthophenax xanthomelas
- Xanthophenax xanthopteros